# Vuurstorm

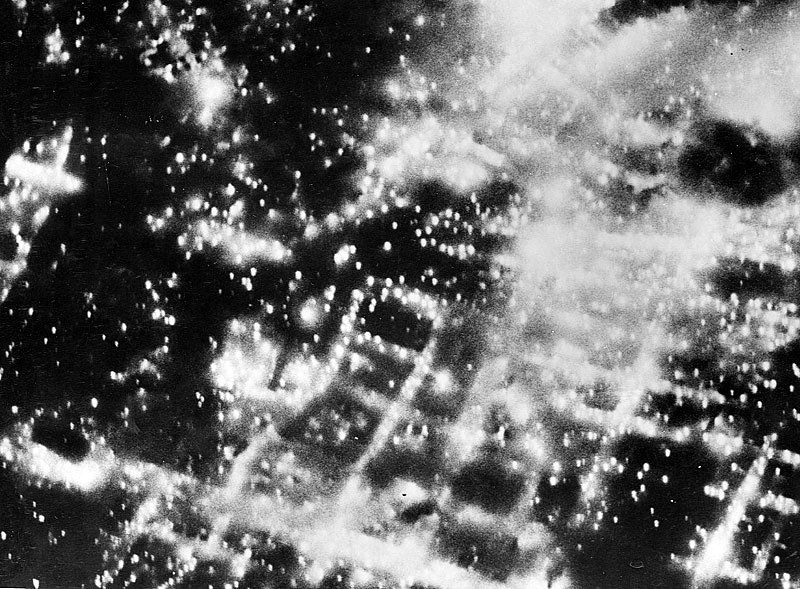
Vuurstorm in Braunschweig, 1944

Een vuurstorm is een storm die kan ontstaan wanneer er zich in een bepaald gebied een of meer vuurhaarden bevinden. Bij een vuurstorm raakt de zuurstof in zo'n gebied op, en worden er grote hoeveelheden lucht naar de brand gezogen door de thermiek die boven de vuurhaard ontstaat. De zuurstof die aangezogen wordt, zorgt ervoor dat een vuurstorm zichzelf in gang houdt en door de toegenomen zuurstof steeds hoger oplaait. Voorwerpen en zelfs mensen kunnen meegezogen worden. Een vuurstorm kan zich ook gaan verplaatsen naar gebieden met nieuwe brandstof. Wanneer er echter onvoldoende brandstof is, zal de vuurstorm weer uitdoven.
In de Tweede Wereldoorlog werden er door middel van bombardementen diverse vuurstormen aangericht in de brandbare centra van verschillende steden. Onder meer Dresden, Hamburg, Pforzheim en Tokio werden getroffen door vuurstormen. De vuurstormen werden gecreëerd door eerst met zware bommen gas- en waterleidingen te beschadigen en dakpannen van de daken te blazen met speciale explosieven die explodeerden op hoogte. Daarna werd met behulp van brandbommen het hele gebied aangestoken.
Bosbranden vormen een mogelijke natuurlijke oorzaak van vuurstormen. In combinatie met stormachtige winden kan dan een vuurstorm ontstaan, zoals het Marshall Fire op 30 december 2021 in Colorado. Door de storm meegevoerde vonken drongen de kleinste kieren van gebouwen binnen, en veroorzaakten branden “van binnen naar buiten”.  In de stadjes Louisville en Superior werden een duizendtal woningen en gebouwen vernield. In vergelijking met de brandcatastrofe in Paradise in 2018 was deze brand beperkt, maar uitzonderlijk is wel dat beide stadjes een stedelijke omgeving vormen, niet een half-bebost – en dus veel risicovoller – gebied zoals Paradise.